# Paul Wallace
Pour les articles homonymes, voir Wallace.
Pas d'image ? Cliquez ici

a Compétitions nationales et continentales officielles uniquement.

b Matchs officiels uniquement.
Dernière mise à jour le 21/02/2017.
Paul Stephen Wallace est né le 30 décembre 1971 à Cork (Irlande). C’est un ancien joueur de rugby à XV, qui a joué avec l'équipe d'Irlande de 1995 à 2002, évoluant au poste de pilier (1,85 m pour 110 kg). Il a joué aussi avec les Lions britanniques.

## Carrière
Il a eu sa première cape internationale le 31 mai 1995, à l’occasion d’un match de coupe du monde contre l'équipe du Japon. Il a effectué son dernier match international le 28 septembre 2002 contre la Géorgie.
Wallace a disputé les coupes du monde 1995 (1 match disputé) et 1999 (4 matchs disputés).
Il a joué aussi trois test matchs avec les Lions britanniques en 1997 contre les Springboks.

## Palmarès
- 45 sélections
- Sélections par année : 2 en 1995, 5 en 1996, 7 en 1997, 8 en 1998, 12 en 1999, 3 en 2000 et 9 en 2002.
- Tournois des cinq/six nations disputés : 1996, 1997, 1998, 1999, 2000 et 2002.
- Participation aux coupes du monde 1995 et 1999